# Skredet vid Fröland
Skredet vid Fröland var ett jordskred som inträffade den 5 juni 1973 på Frölandområdet, cirka 4 km västsydväst från Uddevalla.
Skredet utlöstes av en provsprängning i en gammal bergtäkt. 150 000 m2 jord gled ut i Byfjorden. På fjordens botten påverkades ytterligare 300 000 m2 lermassor. Skredet omfattade sammanlagt minst 450 000 m2.
Skredet fotograferades av platschefen Erik Hafstad, och skredet vid Fröland kom därvid att bli ett av de första jordskred som har fotograferats när det inträffade.
I området har senare hittats konformade bildningar och andra formationer. Fynden tyder på att raset har förorsakats av jordflytning (liquefaction). Även Surteraset 1950 kan ha varit av samma typ.